# Cubo de la Solana
Cubo de la Solana – gmina w Hiszpanii, w prowincji Soria, w Kastylii i León, o powierzchni 132,84 km². W 2011 roku gmina liczyła 182 mieszkańców.